# 成田真由美
成田真由美（日语：／ Narita Mayumi，1970年8月27日—），日本残疾人游泳运动员，出生于神奈川县川崎市。在1996年至2008年连续4届残奥会中出场，合计夺得15枚金牌、3枚银牌、2枚铜牌，并13次打破世界纪录。被称为“水中的女王”。北京残奥会后一度退役，2016年里约残奥会复出，如今以48岁的高龄依然在备战东京残奥会。
现就职于日本电视台。日本体育大学综合研究所客座研究员。2020年东京奥组委理事。第8届中央教育审议会委员。

## 经历
成田在13岁时罹患贯穿性脊髓炎，下半身失去知觉而瘫痪，从此只能依靠轮椅生活。又因心脏病、高血压等住院20余次。23岁才开始接触游泳，而首次参加游泳比赛时又遭遇车祸，颈椎受到损伤，留下了左手麻痹、体温调节机能异常的后遗症。此后成田即便在泳池中展现了非凡的实力，但在两届大赛的间歇期中又会因各种身体疾病入院。
成田在1996年首次参加的亚特兰大残奥会上得到两枚金牌，而同届赛事中德国游泳选手凯伊·艾斯本哈因拿下了4个冠军，成田因此有一种“落败”的心情，开始以超越凯伊为目标努力训练。而在4年后的悉尼残奥会上，成田独得6枚金牌，成功超越了凯伊，二人也因此结下了深厚的友谊。2002年凯伊病逝。成田以“如果凯伊还活着，一定会更努力争取下届比赛的金牌”为动力，更加努力的训练。2004年雅典残奥会中成田拿下7枚金牌，赛后成田亲自前往德国，至凯伊的墓前祭扫，并将获得的一枚金牌赠送给凯伊的母亲。
北京残奥会时因残疾级别规则变更而临时改为参加S5级别的比赛，未能拿到奖牌。北京残奥会后因为伤病等原因退出一线行列，以演讲等形式向社会宣传残疾人体育以及残奥会方面的内容。由于对自己所从事的游泳项目非常重视，为了吸引更多的新人能投入这项运动，成田决定在44岁时复出备战2016年里约残奥会。2015年9月举行的日本残疾人游泳大赛中成田就在100米蛙泳项目中拿下冠军。
成田在悉尼残奥会中的优异表现，使她在2000年获得时任日本首相的森喜朗所颁发日本内阁总理大臣表彰。2005年国际残奥委会为表彰成田在雅典残奥会上的出色表现以及她积极为推动普及残疾人参加体育活动而进行的演讲，为成田颁发残奥体育大奖（最优秀女运动员奖）。
2013年10月15日，时任日本首相安倍晋三在国会演讲时提到了成田的经历，赞扬了成田在不断经历困难的同时，依靠强大的意志力，取得了出色的成绩，为世界所夸赞。
2017年被任命为川崎市民文化大使。

## 主要成绩

### 1996年亚特兰大残奥会[16]
| 项目                     | 排名  | 成绩      | 备注     |
| ------------------------ | ----- | --------- | -------- |
| 女子50米自由泳（S4级）   | 冠军  | 44秒47    | 世界纪录 |
| 女子100米自由泳（S4级）  | 冠军  | 1分36秒23 | 世界纪录 |
| 女子200米自由泳（S4级）  | 亚军  | 3分22秒47 |          |
| 女子50米仰泳（S4级）     | 亚军  | 54秒87    |          |
| 女子150米混合泳（SM4级） | 季军  | 3分8秒63  |          |
| 女子50米蛙泳（SB3级）    | 第4名 | 1分4秒91  |          |

### 2000年悉尼残奥会[16]
| 项目                     | 排名 | 成绩      | 备注     |
| ------------------------ | ---- | --------- | -------- |
| 女子50米自由泳（S4级）   | 冠军 | 39秒23    | 世界纪录 |
| 女子100米自由泳（S4级）  | 冠军 | 1分30秒06 | 世界纪录 |
| 女子200米自由泳（S4级）  | 冠军 | 3分12秒79 | 世界纪录 |
| 女子50米仰泳（S4级）     | 冠军 | 50秒38    | 赛会纪录 |
| 女子150米混合泳（SM4级） | 冠军 | 2分53秒73 | 世界纪录 |
| 女子50米蛙泳（SB3级）    | 亚军 | 1分1秒99  |          |
| 女子4×50米自由泳接力     | 冠军 | 3分1秒31  | 世界纪录 |

### 2004年雅典残奥会[16]
| 项目                     | 排名 | 成绩      | 备注     |
| ------------------------ | ---- | --------- | -------- |
| 女子50米自由泳（S4级）   | 冠军 | 39秒22    | 世界纪录 |
| 女子100米自由泳（S4级）  | 冠军 | 1分25秒07 | 世界纪录 |
| 女子200米自由泳（S4级）  | 冠军 | 3分2秒    | 世界纪录 |
| 女子50米仰泳（S4级）     | 冠军 | 49秒54    | 赛会纪录 |
| 女子150米混合泳（SM4级） | 冠军 | 2分45秒20 | 世界纪录 |
| 女子50米蛙泳（SB3级）    | 冠军 | 56秒20    | 世界纪录 |
| 女子4×50米自由泳接力     | 冠军 | 3分0秒62  | 世界纪录 |
| 女子4×50米混合泳接力     | 季军 | 3分33秒11 |          |

### 2008年北京残奥会[16]
| 项目                     | 排名  | 成绩 | 备注 |
| ------------------------ | ----- | ---- | ---- |
| 女子50米自由泳（S5级）   | 第5名 |      |      |
| 女子100米自由泳（S5级）  | 第5名 |      |      |
| 女子50米仰泳（S5级）     | 第5名 |      |      |
| 女子200米混合泳（SM4级） | 弃权  |      |      |

### 2016年里约残奥会[16]
| 项目                    | 排名       | 成绩 | 备注 |
| ----------------------- | ---------- | ---- | ---- |
| 女子50米自由泳（S5级）  | 第5名      |      |      |
| 女子100米自由泳（S5级） | 第7名      |      |      |
| 女子50米仰泳（S5级）    | 第5名      |      |      |
| 女子100米蛙泳（SB4级）  | 未进入决赛 |      |      |
| 女子4×100米混合泳接力   | 第6名      |      |      |
| 女子4×100米自由泳接力   | 第7名      |      |      |

## 获得表彰
- 1995年：厚生大臣表彰[17][18]
- 1996年：川崎市市民荣誉奖（第一位）[17]
- 1997年：日本残疾人体育协会特别奖[18]
- 2000年：内阁总理大臣表彰（日语：内閣総理大臣顕彰）
- 2005年：残奥体育大奖（Paralympic Sport Awards）（最优秀女运动员奖）[14]